# Escut d'Aiguaviva
L'escut oficial d'Aiguaviva té el següent blasonament:
Escut caironat: de sable, un Agnus Dei reguardant d'argent nimbat d'or portant la banderola de gules amb una creu plena d'argent i l'asta creuada d'or; el peu de gules, una creu plena d'argent. Per timbre una corona mural de poble.

## Història
Va ser aprovat el 27 d'agost de 1990 i publicat al DOGC el 12 de setembre del mateix any amb el número 1342.
L'anyell pasqual, o Agnus Dei, és el símbol de sant Joan Baptista, el patró del poble. La creu d'argent sobre camper de gules fa al·lusió al fet que Aiguaviva fou el centre d'una comanda templera l'any 1209 (i més endavant hospitalera, el 1317).